# Rudolf Južnič
Rudolf Južnič, slovenski klasični filolog, * 11. maj 1883, Cegléd, Madžarska, † 4. julij 1955, Ljubljana.
V Ljubljani je leta 1903 končal gimnazijo, nato je v letih 1903 do 1907 nadaljeval študij na dunajski in graški univerzi. Po končanem študiju je kot profesor služboval v Novem mestu (1910–1923) in na I. državni gimnaziji v Ljubljani. Napisal je slovarček k I. in II. knjigi Vergilijeve Eneide ter več učbenikov, čitank in slovarčkov za francoščino, nemščino, grščino in latinščino. Njegova bibliografija obsega 36 zapisov.

## Izbrana bibliografija
- Slovarček k I. in II. knjigi Vergilijeve Eneide in k izbranim pesmim iz "Georgica" in "Bucolica" (COBISS)
- Slovarček k Vergilijevi Eneidi : knjige III.-VI. Del 2  (COBISS)
- Latinska slovnica (COBISS)
- Francoska vadnica za višje razrede srednjih šol (COBISS)
- Grška čitanka za gimnazije (COBISS)
- Nemška vadnica za meščanske šole. I. letnik (COBISS)
- Tavriška Ifigenija pri Evripidu in pri Goetheju (Jahresbericht novomeške gimn. 1910/11)